# Future Islands
Future Islands ist eine US-amerikanische Synthpop-Band aus Baltimore, Maryland.

## Geschichte

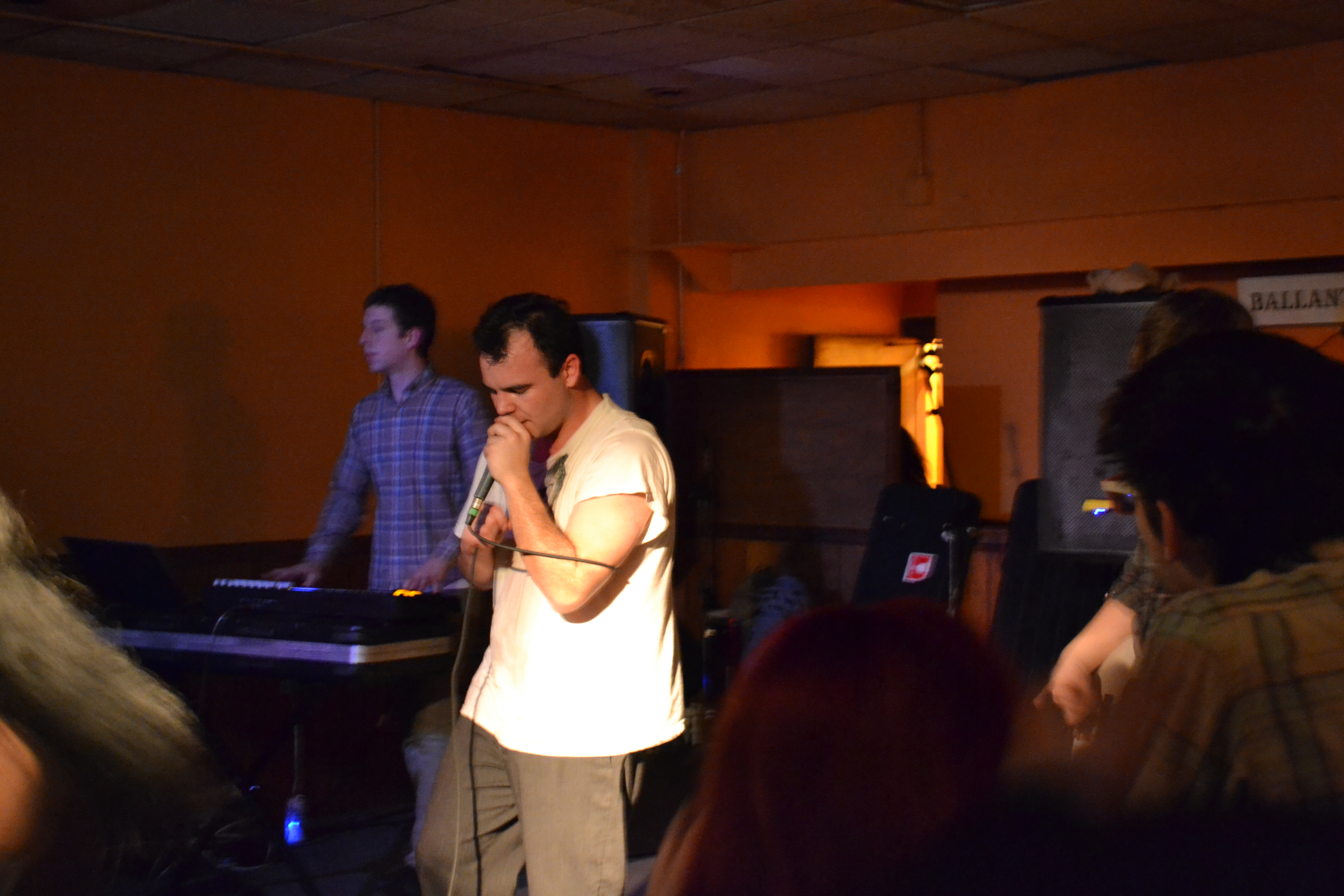
Future Islands (2011)

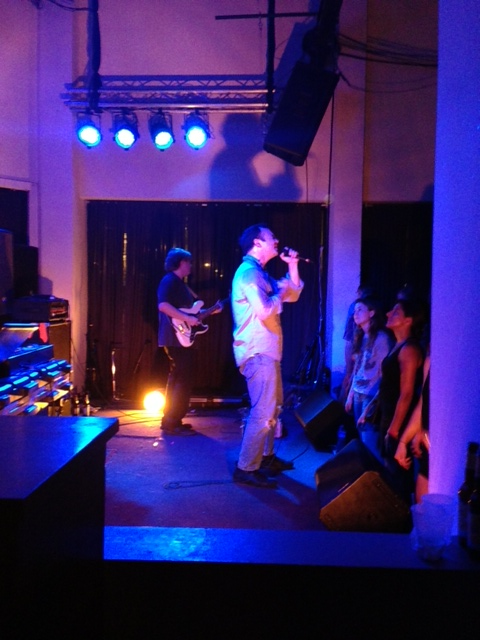
Future Islands bei einem Auftritt in Baltimore 2013

Die Bandmitglieder Samuel Herring, William Cashion und Gerrit Welmers lernten sich während ihres Studiums an der East Carolina University in Greenville im US-Bundesstaat North Carolina kennen und schlossen sich 2003 zunächst zu der Band Art Lord & the Self-Portraits zusammen, zu der neben den heutigen Future Islands-Mitgliedern auch noch Adam Beeby und Kymia Nawabi gehörten.
Im Laufe des Jahres 2005 löste sich diese Band auf und 2006 gründeten Herring, Cashion und Welmers gemeinsam mit Erick Murillo schließlich die Future Islands. In Eigenregie veröffentlichten sie im April 2006 die erste Single Little Advances und Anfang 2007 eine Split-Single mit Moss of Aura. Ende 2007 zog die Gruppe nach Baltimore um.
Beim deutschen Label Altin Village & Mine (Vinyl) und der englischen Plattenfirma Upset the Rhythm (CD-Version) erschien am 25. August 2008 das erste Album Wave Like Home; im April 2009 folgte die EP Feathers & Hallways. 2009 wechselten Future Islands zum Independent-Plattenlabel aus Chicago und veröffentlichten ihre nächsten beiden Alben: Am 2. Mai 2010 erschien In Evening Air, am 11. Oktober 2011 folgte On the Water. Auch einige – zum Teil limitierte – EPs und Singles erschienen dort.
Nach einer Pause im Jahr 2013 gab die Band Anfang 2014 den Wechsel zum Plattenlabel 4AD bekannt. Dort erschien am 25. März 2014 das vierte Album Singles. In den USA erreichten sie damit Platz 40 in den Albumcharts, in England stieg es bis auf Position 42. Bereits am 3. Februar 2014 erschien die Single Seasons (Waiting On You). Größere Bekanntheit erlangte die Band mit ihrem ersten Fernsehauftritt in der Late Show bei David Letterman am 3. März 2014, bei dem sie dieses Lied präsentierten. Weitere Auftritte in TV-Shows wie Jimmy Kimmel Live!, Later with Jools Holland oder Circus HalliGalli in Deutschland folgten im Laufe des Jahres. Ende des Jahres ging die Band auf große Europa-Tournee, im Januar 2015 gab es einige Auftritte in Australien und Neuseeland.
Nachdem die Bandmitglieder Herring und Cashion bereits 2008 das Nebenprojekt The Snails gründeten, wurde 2013 die EP Worth the Wait und im Februar 2016 das Debütalbum Songs from the Shoebox veröffentlicht.

## Diskografie

### Alben
| Jahr | Titel                           | Höchstplatzierung, Gesamtwochen, AuszeichnungChartplatzierungen (Jahr, Titel, Platzierungen, Wochen, Auszeichnungen, Anmerkungen) | Höchstplatzierung, Gesamtwochen, AuszeichnungChartplatzierungen (Jahr, Titel, Platzierungen, Wochen, Auszeichnungen, Anmerkungen) | Höchstplatzierung, Gesamtwochen, AuszeichnungChartplatzierungen (Jahr, Titel, Platzierungen, Wochen, Auszeichnungen, Anmerkungen) | Höchstplatzierung, Gesamtwochen, AuszeichnungChartplatzierungen (Jahr, Titel, Platzierungen, Wochen, Auszeichnungen, Anmerkungen) | Höchstplatzierung, Gesamtwochen, AuszeichnungChartplatzierungen (Jahr, Titel, Platzierungen, Wochen, Auszeichnungen, Anmerkungen) | Anmerkungen                           |
| Jahr | Titel                           | DE | AT | CH | UK | US | Anmerkungen                           |
| ---- | ------------------------------- | --- | --- | --- | --- | --- | ------------------------------------- |
| 2014 | Singles                         | — | — | — | UK34 Gold · (9 Wo.)UK | US40 (6 Wo.)US | Erstveröffentlichung: 24. März 2014   |
| 2017 | The Far Field                   | DE74 (1 Wo.)DE | AT49 (1 Wo.)AT | CH38 (1 Wo.)CH | UK18 (6 Wo.)UK | US52 (1 Wo.)US | Erstveröffentlichung: 7. April 2017   |
| 2020 | As Long as You Are              | DE44 (1 Wo.)DE | — | CH74 (2 Wo.)CH | UK22 (1 Wo.)UK | US108 (1 Wo.)US | Erstveröffentlichung: 9. Oktober 2020 |
| 2024 | People Who Aren’t There Anymore | DE95 (1 Wo.)DE | — | CH73 (1 Wo.)CH | UK7 (1 Wo.)UK | — | Erstveröffentlichung: 26. Januar 2024 |

Weitere Alben
- 2008: Wave Like Home (Altin Village & Mine / Upset the Rhythm)
- 2010: In Evening Air (Thrill Jockey)
- 2011: On the Water (Thrill Jockey)

### EPs
- 2009: Feathers & Hallways (Upset the Rhythm)
- 2010: In the Fall (Thrill Jockey)
- 2010: Undressed (Thrill Jockey)

### Singles
- 2006: Little Advances (Eigenveröffentlichung)
- 2011: Before the Bridge (Thrill Jockey)
- 2012: Tomorrow (Upset the Rhythm)
- 2014: Seasons (Waiting On You) (4AD, UK: Silber, US: Gold)
- 2015: The Chase (4AD)
- 2017: Ran (4AD)
- 2017: Cave (4AD)
- 2018: Calliope (Adult Swim)
- 2022: King of Sweden (4AD)
- 2022: Last Christmas (4AD)
- 2023: Deep In The Night (4AD)
- 2024: Glimpse (4AD)